# یواس‌اس اویاسکو (۱۸۶۱)
یواس‌اس اویاسکو (۱۸۶۱) (به انگلیسی: USS Owasco (1861)) یک کشتی بود که طول آن ۱۵۸ فوت (۴۸ متر) بود. این کشتی در سال ۱۸۶۱ ساخته شد.